# Adam de la Peña
Adam de la Peña es un actor estadounidense, escritor de comedias, productor y director.
De la Peña comenzó su carrera escribiendo para The Man Show. A partir de ahí, continuó trabajando con Jackhole Productions de Jimmy Kimmel, escribiendo para Crank Yankers y Jimmy Kimmel Live!. En 2003, De la Peña creó y coprotagonizó un reality show, I'm with Busey de Comedy Central, en el que documentó días en la vida de su ídolo de la infancia, el actor Gary Busey. El programa fue transmitido por una temporada (13 episodios).
En 2006, De la Peña cocreó, escribió, dirigió y expresó los personajes de Cartoon Network/Adult Swim serie Minoriteam. El espectáculo corrió durante 20 episodios. El año siguiente, Code Monkeys cobró vida en G4. De la Peña proporcionó la voz de Dave en Code Monkeys y dirigió ambas temporadas. También se unió al equipo de redacción de la película de acción en vivo Bratz: The Movie por la franquicia Bratz. Code Monkeys, que tuvo dos temporadas exitosas, no se renovó con G4.
Continuando con los proyectos animados, De la Peña se mudó a un proyecto basado en Internet llamado On the Bubble. La serie de 19 episodios de dos a tres minutos se lanzó en línea en su sitio web, así como a través de YouTube, Vimeo y otras redes públicas de video. Para cada personaje, los perfiles de las redes sociales se configuraron en Facebook, Twitter y Bebo. El proyecto se detuvo en 2009 y desde entonces no se ha recibido más información.
El 9 de noviembre de 2011, su última serie animada, Your Dungeon, My Dragon, se estrenó en Xbox Live, MSN y Youtube.com.
El 6 de agosto de 2013, Geek & Sundry anunció su colaboración y el lanzamiento posterior de la serie Outlands.